# Bålkatjärnarna (Arvidsjaurs socken, Lappland, 727252-163920)
Bålkatjärnarna är en sjö i Arvidsjaurs kommun i Lappland och ingår i Byskeälvens huvudavrinningsområde. Sjön har en area på 0,0529 kvadratkilometer och ligger 449,1 meter över havet.

## Delavrinningsområde
Bålkatjärnarna ingår i det delavrinningsområde (727299-163756) som SMHI kallar för Utloppet av Bålkajaure. Medelhöjden är 475 meter över havet och ytan är 10,82 kvadratkilometer. Det finns inga avrinningsområden uppströms utan avrinningsområdet är högsta punkten. Vattendraget som avvattnar avrinningsområdet har biflödesordning 5, vilket innebär att vattnet flödar genom totalt 5 vattendrag innan det når havet efter 181 kilometer. Avrinningsområdet består mestadels av skog (66 procent) och sankmarker (22 procent). Avrinningsområdet har 0,63 kvadratkilometer vattenytor vilket ger det en sjöprocent på 5,8 procent.